# Ориджо
Ориджо (італ. Origgio) — муніципалітет в Італії, у регіоні Ломбардія,  провінція Варезе.
Ориджо розташоване на відстані близько 500 км на північний захід від Рима, 20 км на північний захід від Мілана, 29 км на південний схід від Варезе.
Населення — 7693 особи (2014).

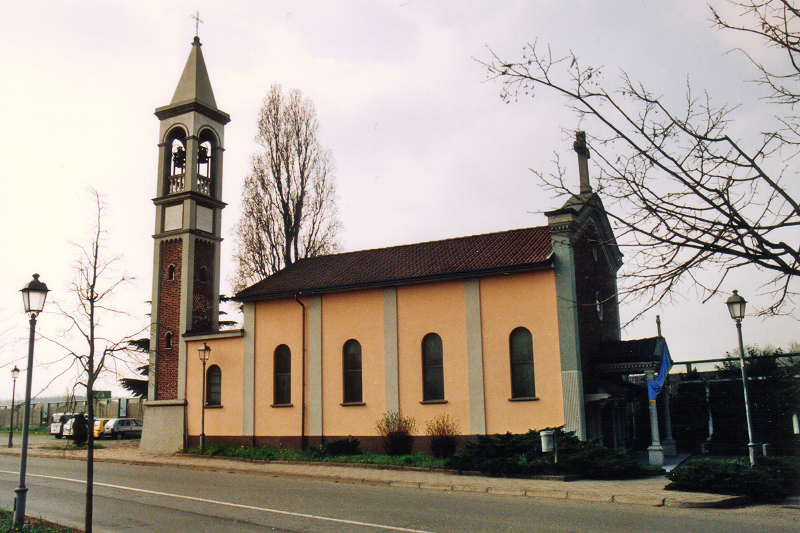

Щорічний фестиваль відбувається другої неділі вересня. Покровитель — Natività di Maria Vergine.

## Демографія
Населення за роками:

Станом на 1 січня 2023 року в муніципалітеті офіційно проживало 329 іноземців з 43 країн, серед них 112 громадян країн Євросоюзу та 45 громадян України.

## Сусідні муніципалітети
- Каронно-Пертузелла
- Черро-Маджоре
- Лаїнате
- Нерв'яно
- Саронно
- Убольдо